# Рецелешть
Рецелешть, Рецелешті (рум. Rățălești) — село у повіті Вилча в Румунії. Входить до складу комуни Рошіїле.
Село розташоване на відстані 179 км на захід від Бухареста, 43 км на південний захід від Римніку-Вилчі, 63 км на північ від Крайови.

## Населення
За даними перепису населення 2002 року у селі проживали 194 особи, з них 193 особи (99,5%) румунів. Рідною мовою 193 особи (99,5%) назвали румунську.